# Gustav Sondergeld
Wigbert Gustav Sondergeld (* 29. Juli 1874 in Treischfeld; † 1. September 1937 in Hünfeld) war ein deutscher Lehrer und Politiker (Zentrum).
Sondergeld studierte ab 1894 Philosophie und katholische Theologie und legte 1897/98 die theologischen Prüfungen ab. Am 18. Dezember 1897 wurde er zum Priester geweiht. Er war 1898 bis 1900 Kaplan und Lehrer an der Bischöflichen Lateinschule in Amöneburg und legte 1900 die Rektorenprüfung zur Leitung von Schulen mit fremdsprachigen Unterricht in Kassel ab. 1900 bis 1901 war er Pfarrverweser in Ungedanken. Bei der Einrichtung der städtischen Lateinschule in Hünfeld wurde er 1901 dort Rektor. Am 1. April 1924 wurde er außerdem Leiter der höheren Mädchenschule in Hünfeld. Am 30. September 1936 wurde er vorzeitig in den Ruhestand versetzt.
Sondergeld war Mitglied des Zentrums und war Kreisvorsitzender seiner Partei im Landkreis Hünfeld. Von 1926 bis 1933 gehörte er dem Kommunallandtag Kassel und dem Provinziallandtag der Provinz Hessen-Nassau an. Dieser wählte ihn vom Januar 1930 bis zum 31. Mai 1932 als stellvertretendes und vom 31. Mai 1932 bis zu dessen Auflösung als ordentliches Mitglied in den Preußischen Staatsrat.
Seit 1906 war er Ehrenmitglied der katholischen Studentenverbindung KDStV Tuiskonia München im CV.
1909 wurde er Mitbegründer des Geschichts- und Heimatmuseumsvereins in Hünfeld. Er war Pfleger für kulturgeschichtliche Bodenaltertümer und Vertrauensmann des Bezirkskonservators für den Kreis Hünfeld.